# Star Wars Arcade
Star Wars Arcade è un videogioco pubblicato da SEGA nel 1993, basato sulla trilogia originale di Guerre stellari di George Lucas (Guerre stellari, L'Impero colpisce ancora e Il ritorno dello Jedi). Originariamente un'esclusiva arcade, l'anno successivo fu portato su Sega Mega Drive 32X, divenendone uno dei titoli di lancio. Nel 1998 fu rilasciato un sequel, dal titolo Star Wars Trilogy Arcade.

## Modalità di gioco
La modalità di gioco è molto simile a quella dello Star Wars arcade del 1983. Il giocatore controlla un X-wing o un Y-wing in una prospettiva in prima o terza persona, e deve affrontare le forze imperiali. Il gioco è diviso in tre livelli: nel primo lo scopo è intercettare i TIE; nel secondo distruggere un incrociatore imperiale; il terzo livello è costituito da un assalto diretto contro la Morte Nera.